# Kanton Rhôny-Vidourle

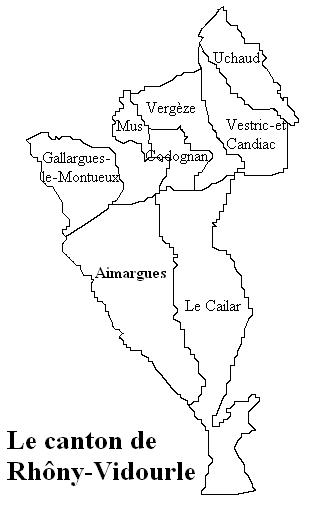
Gemeinden im Kanton Rhôny-Vidourle

Der Kanton Rhôny-Vidourle war von 1991 bis 2015 ein französischer Wahlkreis im Arrondissement Nîmes, im Département Gard und in der Region Languedoc-Roussillon. Er hatte den Hauptort Aimargues und wurde 2015 im Rahmen einer landesweiten Neugliederung der Kantone aufgelöst.

## Gemeinden
Der Kanton umfasste die Wahlberechtigten aus acht Gemeinden:
| Gemeinde               | Einwohner Jahr | Fläche km² | Bevölkerungsdichte | Code INSEE | Postleitzahl |
| ---------------------- | -------------- | ---------- | ------------------ | ---------- | ------------ |
| Aimargues              | 5074 (2013)    | 26,48      | 192 Einw./km²      | 30006      | 30470        |
| Le Cailar              | 2370 (2013)    | 30,01      | 79 Einw./km²       | 30059      | 30740        |
| Codognan               | 2434 (2013)    | 4,65       | 523 Einw./km²      | 30083      | 30920        |
| Gallargues-le-Montueux | 3476 (2013)    | 10,89      | 319 Einw./km²      | 30123      | 30660        |
| Mus                    | 1396 (2013)    | 2,6        | 537 Einw./km²      | 30185      | 30121        |
| Uchaud                 | 4219 (2013)    | 8,8        | 479 Einw./km²      | 30333      | 30620        |
| Vergèze                | 5064 (2013)    | 10,16      | 498 Einw./km²      | 30344      | 30310        |
| Vestric-et-Candiac     | 1402 (2013)    | 10,92      | 128 Einw./km²      | 30347      | 30600        |